# O Moon, Queen of Night on Earth
O Moon, Queen of Night on Earth je studiové album amerického hudebníka Jonathana Richmana. Vydáno bylo 9. listopadu roku 2010 společností Vapor Records. Kromě kompaktního disku vyšlo album také na dlouhohrající gramofonové desce. Zvukovým inženýrem při nahrávání alba byl JJ Wiesler, který následně album také mixoval a masteroval.

## Seznam skladeb
Autorem všech textů je Jonathan Richman, výjimkou je píseň „Winter Afternoon by B.U. in Boston“ (Tommy Larkins).
| Pořadí | Název                                           | Délka |
| ------ | ----------------------------------------------- | ----- |
| 1.     | O Moon, Queen of Might on Earth                 | 2:12  |
| 2.     | These Bodies That Came to Cavort                | 2:43  |
| 3.     | If You Want to Leave Our Party Just Go          | 2:34  |
| 4.     | I Was the One She Came For                      | 4:13  |
| 5.     | Sa Voix M'Attise                                | 2:15  |
| 6.     | We'll Be the Noise, We'll Be the Scandal        | 1:56  |
| 7.     | The Sea Was Calling Me Home                     | 1:30  |
| 8.     | Winter Afternoon by B.U. in Boston              | 4:02  |
| 9.     | The Bitter Herb                                 | 2:17  |
| 10.    | Sa Voix M'Attise (Reprise)                      | 1:51  |
| 11.    | My Affected Accent                              | 2:54  |
| 12.    | Even Though I Know I Am the Wind and the Sun, I | 1:37  |
| 13.    | The Sea Was Calling Me Home (Reprise)           | 2:16  |
| 14.    | It Was Time for Me to Be With Her               | 3:26  |

## Obsazení
- Jonathan Richman – zpěv, kytara
- Tommy Larkins – bicí
- Nicole Montalbano – kytara, doprovodné vokály
- Ólöf Arnalds – viola da gamba, doprovodné vokály
- Kelly Houston – doprovodné vokály
- Roger Montalbano – doprovodné vokály
- Ted Savarese – doprovodné vokály